# Fučú (Tokio)
Fučú (府中市) je město v prefektuře Tokio v Japonsku. K roku 2017 mělo přibližně 262 tisíc obyvatel.

## Poloha
Fučú leží v aglomeraci Velkého Tokia. Od centra Tokia je položeno západně, proti proudu řeky Tamy tekoucí na východ do Tokijského zálivu.

## Dějiny
Jako moderní město vzniklo Fučú v 1. dubna 1954 spojením několika vesnic a původního městečka Fučú.

### Rodáci
- Tecuja Komuro (* 1958), hudebník
- Homare Sawaová (* 1978) – fotbalistka
- Ju Nakasatoová (* 1994) – fotbalistka